# تشجيع الرضاعة الطبيعية

رمز الرضاعة الطبيعية العالمي.

يشير مصطلح تعزيز الرضاعة الطبيعية إلى الأنشطة والسياسات المنسقة لتعزيز الصحة بين النساء وحديثي الولادة والرضع عن طريق الرضاعة الطبيعية.
توصي منظمة الصحة العالمية بأن يرضع الرضع حصرًا طيلة الأشهر الست الأولى من حياتهم لتتحقق أفضل صحة وتنمية لهم، تليها الأغذية التكميلية مع الاستمرار في الرضاعة الطبيعية لمدة تصل إلى سنتين أو أكثر. لكن حاليًا، هناك أقل من 40% فقط من الرضع دون سن ستة أشهر يتغذّون عبر الرضاعة الطبيعية في جميع أنحاء العالم.
تهدف أنشطة ومناسبات التوعية بالصحة العامة، مثل الأسبوع العالمي للرضاعة الطبيعية، فضلًا عن تدريب المهنيين الصحيين، إلى زيادة هذه النسبة وهذا العدد.

## تشجيع الرضاعة الطبيعية في الولايات المتحدة
إن تشجيع الرضاعة الطبيعية هو تحرك بدأ في القرن العشرين استجابة لارتفاع معدلات تغذية القوارير (الحليب الصناعي) بين الأمهات، وبسبب الفوائد الصحية العديدة التي تقدمها الرضاعة الطبيعية للأمهات والأطفال على حد سواء. وفي حين إن صيغة الرُّضّع أدخلت في البلدان المتقدمة النمو في العشرينيات كوسيلة صحية لإطعام الأطفال، فإن ظهور بحوث بشأن الاستحقاقات الصحية للرضاعة الطبيعية أدى إلى التعجيل ببداية حركة تشجيع الرضاعة الطبيعية في الولايات المتحدة. بدأت اجتماعات رابطة «لا ليتشي» في الخمسينيات. وبدأت الولايات المتحدة في إدراج فوائد لتشجيع الرضاعة الطبيعية في أنشطتها: برنامج المرأة والرضّع والأطفال في عام 1972. وفي عام 1989، بدأت وكالات الدولة التابعة لوزارة الصحة العالمية في إنفاق أموال موجهة لدعم الرضاعة الطبيعية وتشجيعها، بما في ذلك توفير المواد التعليمية بلغات مختلفة وشراء مضخات الثدي وغيرها من اللوازم. وفي عام 1998، أُذن لوكالات الدولة التابعة لوزارة الصحة العالمية باستخدام أموال مخصصة للغذاء لشراء مضخات الثدي.
وفي كل عام، تصدر مراكز مكافحة الأمراض والوقاية منها (سي دي سي) بطاقة تقرير عن الرضاعة الطبيعية، تعرض بالتفصيل معدلات الرضاعة الطبيعية وبرامج الترويج لها على الصعيد الوطني وفي جميع الولايات الخمسين. ففي عام 2013، أرضع 76.5% من النساء في الولايات المتحدة أطفالهن؛ قام 16.4% منهن فقط بالإرضاع حتى ستة أشهر من عمر أطفالهن.

## الأساليب
وتشمل أساليب الدعم الفعالة للرضاعة الطبيعية الدعم المقدم من الأشخاص الذين تلقوا تدريبًا متخصصًا أثناء الحمل وبعده، والزيارات المنتظمة المقررة، والدعم الموجه نحو فئات محددة من الناس، وقد ثبت أن الدعم فعال عندما يقدمه كل من المهنيين أو الأقران، أو عندما يقدم في شكل مجموعة من الأنشطة. وتبين أن تقديم الدعم المباشر من المرجح أن يكون أكثر نجاحًا للنساء اللاتي يُرضعن طبيعيًا بشكل حصري.

### الرعاية السابقة للولادة
إن مناقشة الرضاعة الطبيعية أثناء الرعاية السابقة للولادة المبكرة يمكن أن تؤثر بشكل إيجابي على احتمال إرضاع المرأة لطفلها. خلال الفحوص العادية، يمكن لطبيب المرأة أو القابلة أو غيرهما من مقدمي الرعاية الصحية أن يشرعوا في إجراء حوار عن فوائد الرضاعة الطبيعية، ما يمكن أن يؤثر على المرأة في إرضاع طفلها لفترة أطول مما قد يكون عليه الحال. وبالإضافة إلى ذلك، فإن مشاركة مستشاري الرضاعة في زيارات ما قبل الولادة للنساء ذوات الدخل المنخفض تزيد من احتمال إرضاعهن لأطفالهن.

### دعم الأقران وإسداء المشورة لهم
يمكن استخدام تقنيات دعم الأقران قبل الحمل وأثناءه وبعده لتشجيع الرضاعة الطبيعية، ولا سيما بين الفئات ذات المعدلات المنخفضة للرضاعة الطبيعية. وكان لمستشاري الأقران المرضعين، وهم في الأحوال المثالية نساء مرضعات ويمكنهن تقديم المعلومات والدعم واستكشاف المشكلات وحلها للأمهات، تأثير إيجابي على معدل الرضاعة الطبيعية عند السكان الهنود الأمريكيين. وكان إسداء المشورة من الأقران فعالًا أيضًا في زيادة معدلات بدء الرضاعة الطبيعية ومعدلات الرضاعة الطبيعية إلى ثلاثة أشهر بعد الولادة عند السكان من أصول إسبانية في الولايات المتحدة.
كان لمشورة الأقران تأثير قوي على بدء الرضاعة الطبيعية ومدتها في البلدان النامية مثل بنغلاديش وفي المناطق التي تكون فيها الولادات المنزلية أكثر انتشارًا من الولادات في المستشفيات. عندما يقترن ذلك بدعم التغذية، ولا سيما  البرنامج الغذائي التكميلي الخاص للنساء والرضع والأطفال في الولايات المتحدة، يمكن أن يكون لوجود مستشاري الأقران تأثير كبير على حالات الرضاعة الطبيعية بين النساء ذوات الدخل المنخفض.
يمكن أيضًا أن يساعد الدعم أثناء الولادة وبعدها مباشرة المرأةَ على بدء الرضاعة الطبيعية ومواصلة العمل من خلال الشواغل المشتركة المتعلقة بالرضاعة الطبيعية.

### استشاريو الرضاعة
استشاريو الرضاعة هم متخصصون في مجال الرعاية الصحية، وهدفهم الأساسي هو تشجيع الرضاعة الطبيعية ومساعدة الأمهات على الإرضاع الطبيعي على أساس فردي أو جماعي. يعمل هؤلاء في مجموعة متنوعة من مرافق الرعاية الصحية، بما في ذلك المستشفيات ومكاتب الأطباء الخاصة وعيادات الصحة العامة. ويصدق المستشارون في مجال الرضاعة على مجلس الأطباء الاستشاري الدولي. غير أنه لا يوجد تعليم محدد في مرحلة ما بعد المرحلة الثانوية يلزم لكي يصبح المرء مستشارًا في الرضاعة.

## العوامل الاجتماعية والثقافية

### تعزيز الرضاعة الطبيعية
تتفاوت فترة الرضاعة الطبيعية تفاوتًا كبيرًا حسب العرق والإثنية. فقد توصلت دراسة في الولايات المتحدة إلى أنه في حين بدأ 73.4% من جميع النساء في الولايات المتحدة الرضاعة الطبيعية عند ولادة أطفالهن، لم يشرع سوى 54.4% من النساء السوداوات وغير الإسبانيات و69.8% من النساء الأميركيات من أصول هندية وألاسكية في الرضاعة الطبيعية. بدأت النساء البيضاوات من أصول غير إسبانية الرضاعة الطبيعية بنسبة 74.3%، وبلغت النسبة بين النساء من أصول إسبانية 80.4%، غير أن إحدى الدراسات وجدت أن النساء السوداوات المولودات في الخارج في بيئة منخفضة الدخل لديهن معدل إرضاع مماثل للنساء من أصول إسبانية؛ وكان كل من هذه المعدلات أعلى من نظيرتها لدى النساء البيضاوات من أصول غير إسبانية.

## جهود عالمية

### مبادرات منظمة الصحة العالمية واليونيسف
وبالإضافة إلى الإشراف على مبادرة المستشفيات الملائمة للأطفال، شجعت منظمة الصحة العالمية واليونيسيف الرضاعة الطبيعية على الصعيد الدولي. وفي عام 1990، نُشر إعلان إنوشنتي بشأن حماية الرضاعة الطبيعية وتعزيزها ودعمها بعد اجتماع مشترك بين واضعي السياسات في منظمة الصحة العالمية واليونيسيف. وحدد إعلان إنوشنتي أهدافًا تتعلق بالرضاعة الطبيعية الحصرية لمدة تتراوح بين 4 و6 أشهر، ومساعدة المرأة على الثقة في قدرتها على الرضاعة الطبيعية، والسياسات الوطنية المتعلقة بالرضاعة الطبيعية التي ستحددها فرادى البلدان، من بين معايير أخرى.
وتجري منظمة الصحة العالمية واليونيسيف أيضًا بحوثًا واستعراضاتٍ مستقلةً للبحوث التي أجريت مؤخرًا بشأن الرضاعة الطبيعية من أجل الاسترشاد بتوصياتهما في المستقبل، وتدعو اليونيسيف، إلى جانب توصياتها المتعلقة بالتغذية للأطفال والبالغين، إلى الاقتصار على الرضاعة الطبيعية حتى سن ستة أشهر، وإلى إطعام الأطفال الصغار حتى سن السنتين. وترى اليونيسيف، مع وضع هذه المبادئ التوجيهية بعين الاعتبار، أنه من الممكن منع ما يصل إلى 1.4 مليون حالة وفاة لأطفال دون سن الخامسة في العالم النامي.